# Winnsboro (Luizjana)
Winnsboro – miasto w Stanach Zjednoczonych, w stanie Luizjana, siedziba administracyjna parafii Franklin.